# Lampropeltis
Lampropeltis Fitzinger, 1843 è un genere di serpenti della famiglia dei Colubridi.

## Tassonomia
Il genere comprende le seguenti specie:
- Lampropeltis alterna (Brown, 1901)
- Lampropeltis californiae (Blainville, 1835)
- Lampropeltis calligaster (Harlan, 1827)
- Lampropeltis elapsoides (Holbrook, 1838)
- Lampropeltis extenuata (Brown, 1890)
- Lampropeltis getula (Linnaeus, 1766)
- Lampropeltis holbrooki Stejneger, 1902
- Lampropeltis knoblochi (Taylor, 1940)
- Lampropeltis mexicana (Garman, 1884)
- Lampropeltis nigra (Yarrow, 1882)
- Lampropeltis pyromelana (Cope, 1866)
- Lampropeltis ruthveni Blanchard, 1920
- Lampropeltis splendida (Baird & Girard, 1853)
- Lampropeltis triangulum (Lacépède, 1789)
- Lampropeltis webbi Bryson, Dixon & Lazcano, 2005
- Lampropeltis zonata (Lockington, 1835)